# 彦陽サービスエリア
彦陽サービスエリア（オニャンサービスエリア）は蔚山広域市蔚州郡の京釜高速道路上にあるサービスエリア。ソウル方向は大新（テシン）企業株式会社、釜山方向はソンジュ産業社が管理している。

## 道路
- 京釜高速道路

## 施設

### ソウル方向
- カフェテリア
- コーヒー専門店
- コンビニエンスストア（ジョイマート）
- スナック
- うどん
- シャワー室
- 現金自動引出機
- 軽整備
- ガソリンスタンド（GSカルテックス精油）LPG充填所併設
- 駐車場

### 釜山方向
- カフェテリア
- コーヒー専門店
- コンビニエンスストア
- スナック
- シャワー室
- 現金自動引出機
- ガソリンスタンド（SKグループ）LPG充填所併設
- 軽整備
- 駐車場（大型33台、小型116台）

## 隣
ソウル方向
慶州IC - 彦陽SA - 彦陽JCT
釜山方向
慶州SA - 彦陽SA - 彦陽JCT